# 日本鐵道
日本鐵道（日语：／ Nippon Tetsudō */?）是日本一家曾存在於1883年至1906年之間的私營鐵路公司，也是日本最早創立的私營鐵路業者。包括東北本線、高崎線和常磐線在內，許多位在東日本地區、目前由東日本旅客鐵道（JR東日本）經營的重要鐵路路線，當年都是由日本鐵道開始建设、經營。1906年，日本頒佈《鐵道國有法》，日本鐵道被收歸國有，成為遞信省鐵道局的一部份。
對台灣鐵路建設貢獻極大的長谷川謹介曾在1892年至1898年任職于日本鐵道。

## 历史

### 公司创立
1872年实业家高島嘉右衛門向明治政府提出铺设东京到青森的铁路，并藉此支援北海道地区的开发，但被政府拒绝。随后高島嘉右衛門转向说服政府要角岩倉具視等人，提出：“由華族与士族出资，铺设东京到青森和东京到新泻的铁路”，1881年8月1日日本鐵道创立，同年11月获得政府特許。实际上当时明治政府的鐵道局長官井上勝是铁道国有的强烈主张者，但是明治政府因为西南战争军费，以及勘察沿中山道的铁路铺设 （今日中央本线一部分），不得不引入民间资本进入铁路建设。
创立之初日本鐵道以“铺设日本全国的铁道”为目标，提出以下4条路线计划，但最终日本鐵道只完成第一条的建设
- 从东京经高崎到青森
- 从高崎经中山道到京都，即东京 - 京都連絡线
- 从中山道中途分出，经新潟到出羽 （今山形、秋田）
- 从北九州的門司到长崎和熊本

### 路线开通
1882年日本鐵道的第一条路线开始建设，最初建设上野 - 熊谷区间，赤羽以南部分原本计划走东京西側的山手地区，即今日山手线线位，直接连接品川、横滨等港口，但是考虑建设成本改以上野为起点。1883年上野 - 熊谷区间开通，包括上野 - 大宫区间，同时其余路段也依序建设，1891年上野 - 青森，今日東北本線 (除東京 - 上野)，全线开通。除本線外，1884年熊谷 - 下前橋，今日高崎線，全线开通；1885年赤羽 - 品川間的品川線开通，即今日赤羽线和山手線池袋 - 品川区間。
1887年配合盐釜港建设开通货运铁路盐釜線；1889年高崎線延长至前桥，与两毛铁道连接；1890年宇都宫 - 日光区间开通，今日日光線全通。1891年收购运营今日水戶線和常磐線一部分的水户铁道，1894年开通今日八户线八户 - 湊区间，客运运营至本八户站。
1895~1896年田端 / 日暮里 - 友部 - 土浦区间开通，1897年收购两毛铁道，1898年今日常磐線全线开通，当时称为海岸线。1898年日本鐵道蒸汽机车驾驶发起日本铁道史上第一次罢工，迫使上野 - 青森停运，资方妥协同意蒸汽机车驾驶的诉求。1903年田端 - 池袋联络线 （又称为丰岛线）开通，今日线路意义上的山手線全线开通。

### 国有化
虽然形式上日本鐵道是私营公司，但实际上日本鐵道的路线建设、运营都有国家介入，路线建设顺序是以国家政策为依据，日本鐵道无偿获得国有土地，并由国家协助路线建设，因此实际上是「半官半民」性质的公司。特别是仙台以北的路段，因为人口数少，盈利困难，因此国家承擔了建設期間的資金利息。在日本鐵道之后北海道炭礦鐵道、山陽鐵道、九州鐵道也都以此形式设立。
1906年在日俄戰爭衝擊下，鐵道國有化的呼聲提高，同年《鐵道國有法》頒布，日本鐵道被列入其中，并在1906年11月1日收歸國有。国有化后日本鐵道的路线被称为「元日本線」，但原日本鐵道線路眾多，不便於劃分線路，直到1909年进行国有铁道名称制定，今日東北本線、高崎線等路线的名称才出现。

## 路線列表
| 線路名稱 | 起點站          | 終點站   | 路線今日名稱   |
| -------- | --------------- | -------- | -------------- |
| 本線南區 | 上野站          | 仙台站   | 東北本線       |
| 本線北區 | 仙台站          | 青森站   | 東北本線       |
| 秋葉原線 | 上野站          | 秋葉原站 | 東北本線       |
| 山手線   | 赤羽站 / 田端站 | 品川站   | 赤羽線、山手線 |
| 高崎線   | 大宮站          | 前橋站   | 高崎線、上越線 |
| 兩毛線   | 前橋站          | 小山站   | 兩毛線         |
| 水戶線   | 小山站          | 水戶站   | 水戶線         |
| 日光線   | 宇都宮站        | 日光站   | 日光線         |
| 海岸線   | 日暮里站        | 岩沼站   | 常磐線         |
| 鹽竈線   | 岩切站          | 鹽竈站   | 鹽釜線         |

## 船舶

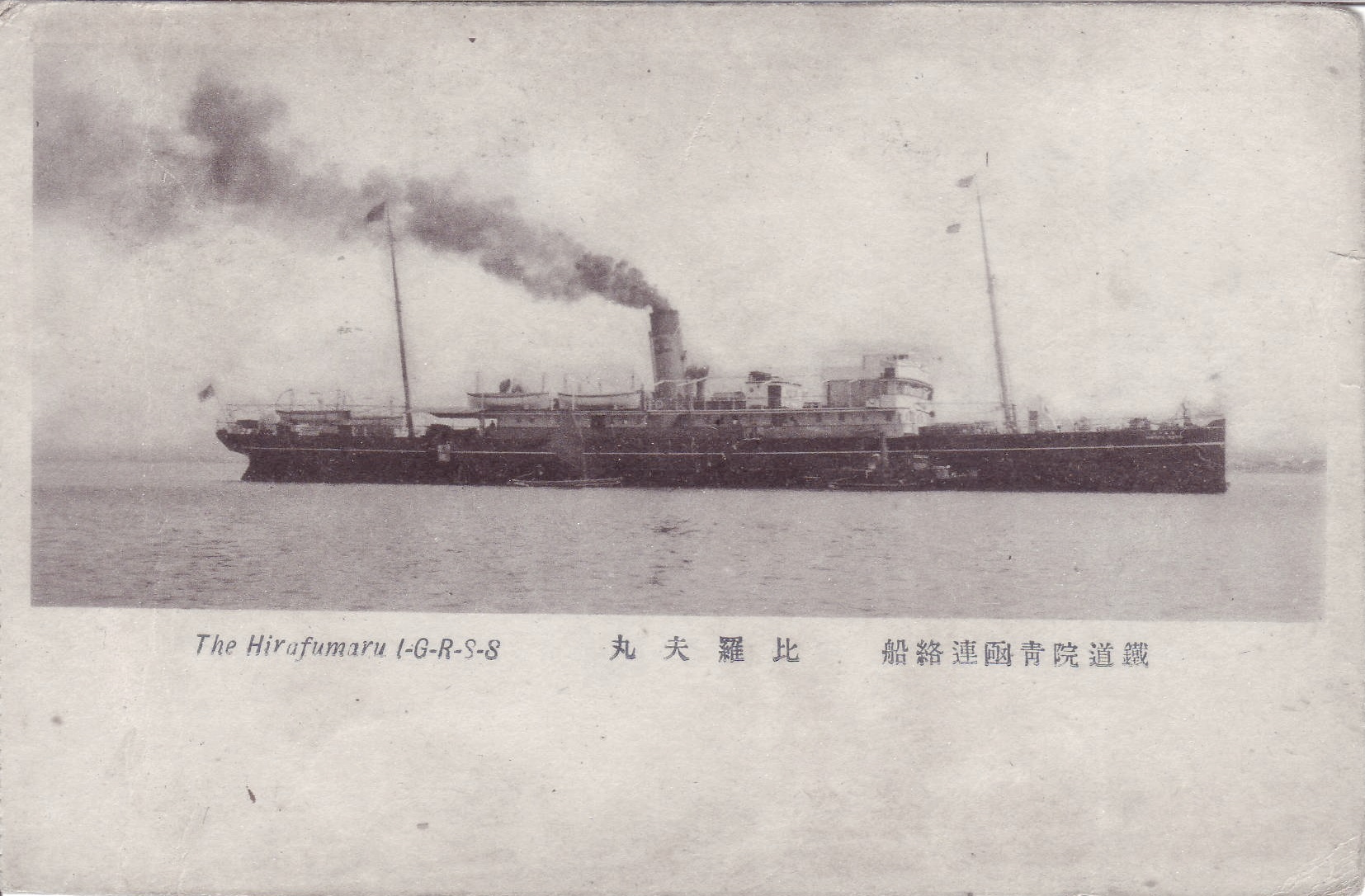
印有比罗夫号渡轮的明信片。

为了联络北海道运营青函渡輪，日本鐵道于1906年向英国订购2艘渡輪--比羅夫号和田村号，1908年2艘渡輪完工，但是日本鐵道已经国有化，因此交付给政府运营。